# الدوري العام للمناطق
الدوري العام للمناطق، هو نظام قديم للدوري، خارج مظلة الاتحاد السعودي لكرة القدم، حيث كان يقام على مستوى المناطق الثلاث (الغربية والوسطى والشرقية) كل منطقة على حدة، ولكل منطقة بطل، قبل انطلاق الدوري العام في عام 1975م.

## سجل أبطال دوري المناطق
| الموسم | المنطقة الغربية                                         | المنطقة الوسطى                                          | المنطقة الشرقية                                         |
| ------ | ------------------------------------------------------- | ------------------------------------------------------- | ------------------------------------------------------- |
| 1966   | الوحدة                                                  | النصر                                                   | الاتفاق                                                 |
| 1967   | الوحدة                                                  | النصر                                                   | الشعلة (القادسية حالياً)                                 |
| 1968   | الأهلي                                                  | النصر                                                   | القادسية                                                |
| 1969   | الأهلي                                                  | النصر                                                   | الاتفاق                                                 |
| 1970   | الأهلي                                                  | النصر                                                   | النصر                                                   |
| 1971   | الأهلي                                                  | النصر                                                   | النصر                                                   |
| 1972   | الأهلي                                                  | النصر                                                   | القادسية                                                |
| 1973   | الأهلي                                                  | النصر                                                   | النصر                                                   |
| *      | تم دمج المنطقتين الوسطى والشرقية في دوري واحد عام 1973م | تم دمج المنطقتين الوسطى والشرقية في دوري واحد عام 1973م | تم دمج المنطقتين الوسطى والشرقية في دوري واحد عام 1973م |

'اللائحة الرسمية لمسابقة «بطولة دوري المناطق»:'
ثالثاً: بطولة المناطق لفرق الدرجة الأولى بالأندية الرياضية:
1- تشترك في هذه البطولة فرق الدرجة الأولى للأندية الرياضية في كل منطقة.
2- تجرى مباريات هذه البطولة بطريقة الدوري الكامل بالمنطقتين الشرقية والوسطى، أما بالنسبة للمنطقة الغربية فتقسم فرق الأندية إلى مجموعتين:
أ) المجموعة الأولى: وتشمل أندية جدة- مكة- الطائف.
ب) المجموعة الثانية: وتشمل أندية المدينة المنورة.
3- تقام مباريات كل مجموعة بالمنطقة الغربية على حدة ويلعب الفائز الأول من المجموعة (ب) مع الفائز الثاني من المجموعة (أ) على طريقة خروج المغلوب من مرة واحدة بملعب المدينة المنورة لتحديد الفائز الثاني بالمنطقة الغربية.
4- يعتبر الفائز الأول من المجموعة (أ) بالمنطقة الغربية مع كل من الفائز الأول من المنطقتين الوسطى والشرقية بطلا لمنطقته.